# Lista de filmes da Walt Disney Studios (2020–2029)
Esta é uma lista de filmes produzidos pelo estúdio de cinema norte-americano Walt Disney Studios, uma das divisões da Walt Disney Company e um dos "Grande Cinco" principais estúdios de cinema. A lista inclui filmes produzidos ou lançados por todas as gravadoras ou subsidiárias existentes e extintas da Walt Disney Studios; incluindo Walt Disney Pictures, Walt Disney Animation Studios, Pixar Animation Studios, Marvel Studios, Lucasfilm, 20th Century Studios, Searchlight Pictures, Disneynature, Touchstone Pictures e Hollywood Pictures. A lista não inclui filmes produzidos por estúdios que agora são propriedade da Disney (como parte de aquisições), mas historicamente não foram distribuídos pela Disney durante seu período inicial original de lançamento.
Todos os filmes listados são lançamentos teatrais da Walt Disney Studios Motion Pictures (incluindo 20th Century Studios, Star Distribution (América Latina e Brasil) e selo Buena Vista International) ou Searchlight Pictures e Star Studios, a menos que especificado.
- Filmes rotulados com o símbolo ‡ significam um lançamento exclusivamente através do Disney+ ou de seus serviços irmãos e hubs de conteúdo (incluindo Disney+ Hotstar na Índia).
- Filmes rotulados com o símbolo † significam um lançamento de vídeo sob demanda premium através do Disney+.
- Filmes marcados com o símbolo § significam um lançamento simultâneo nos cinemas e em vídeo sob demanda premium através do Disney+.
- Filmes marcados com o símbolo * significam um lançamento através de um serviço de streaming terceirizado.

## Lançados
| Data de lançamento      | Título                                       | Selo do estúdio de lançamento | Notas |
| ----------------------- | -------------------------------------------- | ----------------------------- | --- |
| 9 de janeiro de 2020    | Sprite Sisters - Vier zauberhafte Schwestern | Buena Vista International     | somente distribuição alemã; coprodução com Dor Film Produktionsgesellschaft, FilmVergnuegen, Potemkino, Buena Vista International Film Production, Pixomondo, Story House Productions e Blue Eyes Fiction                                                                  |
| 10 de janeiro de 2020   | Underwater                                   | 20th Century Fox              | coprodução com Chernin Entertainment e TSG Entertainment; último filme produzido sob o nome 20th Century Fox e distribuídos pela unidade de distribuição da Fox. |
| 10 de janeiro de 2020   | Chhapaak                                     | Fox Star Studios              | coprodução com Ka Productions, Avernus Productions e Mriga Films |
| 24 de janeiro de 2020   | Panga                                        | Fox Star Studios              | |
| 7 de fevereiro de 2020  | Timmy Failure: Mistakes Were Made ‡          | Walt Disney Pictures          | coprodução com Etalon Film, Slow Pony Pictures e Whitaker Entertainment; distribuído por Disney+ |
| 7 de fevereiro de 2020  | Shikara                                      | Fox Star Studios              | coprodução com Vinod Chopra Films |
| 14 de fevereiro de 2020 | Downhill                                     | Searchlight Pictures          | coprodução com TSG Entertainment; primeiro filme produzido sob o nome Searchlight Pictures |
| 21 de fevereiro de 2020 | The Call of the Wild                         | 20th Century Studios          | coprodução com 3 Arts Entertainment e TSG Entertainment; primeiro filme produzido sob o nome 20th Century Studios e distribuído pela Disney sob o selo 20th Century Studios                                                                                                |
| 28 de fevereiro de 2020 | Wendy                                        | Searchlight Pictures          | coprodução com TSG Entertainment, Department of Motion Pictures e Journeyman Pictures; edição limitada |
| 6 de março de 2020      | Baaghi 3                                     | Fox Star Studios              | coprodução com Nadiadwala Grandson Entertainment |
| 6 de março de 2020      | Onward                                       | Walt Disney Pictures          | coprodução com Pixar Animation Studios |
| 13 de março de 2020     | Stargirl ‡                                   | Walt Disney Pictures          | coprodução com Gotham Group e Hahnscape Entertainment; distribuído por Disney+ |
| 3 de abril de 2020      | Elephant ‡                                   | Disneynature                  | distribuído por Disney+ |
| 3 de abril de 2020      | Dolphin Reef ‡                               | Disneynature                  | distribuído por Disney+ |
| 12 de junho de 2020     | Artemis Fowl ‡                               | Walt Disney Pictures          | coprodução com TriBeCa Productions e Marzano Films; distribuído por Disney+ |
| 3 de julho de 2020      | Hamilton ‡                                   | Walt Disney Pictures          | coprodução com 5000 Broadway Productions, Nevis Productions, Old 320 Sycamore Pictures e RadicalMedia; distribuído por Disney+ |
| 24 de julho de 2020     | Dil Bechara ‡                                | Fox Star Studios              | distribuído por Disney+ Hotstar |
| 31 de julho de 2020     | Black Is King ‡                              | Walt Disney Pictures          | coprodução com Parkwood Entertainment; distribuído por Disney+ |
| 31 de julho de 2020     | Lootcase ‡                                   | Fox Star Studios              | coprodução com a Soda Films; distribuído por Disney+ Hotstar |
| 14 de agosto de 2020    | Magic Camp ‡                                 | Walt Disney Pictures          | coprodução com Team Todd; distribuído por Disney+ |
| 21 de agosto de 2020    | The One and Only Ivan ‡                      | Walt Disney Pictures          | coprodução com Jolie Pas Productions; distribuído por Disney+ |
| 28 de agosto de 2020    | The New Mutants                              | 20th Century Studios          | coprodução com Marvel Entertainment, Genre Films, TSG Entertainment e Sunswept Entertainment |
| 28 de agosto de 2020    | The Personal History of David Copperfield    | Searchlight Pictures          | coprodução com FilmNation Entertainment, Film4 Productions e Wishmore Entertainment |
| 28 de agosto de 2020    | Sadak 2 ‡                                    | Fox Star Studios              | coprodução com Vishesh Films; distribuído por Disney+ Hotstar |
| 4 de setembro de 2020   | Mulan †                                      | Walt Disney Pictures          | coprodução com Jason T. Reed Productions e Good Fear Productions; distribuído por Disney+ |
| 16 de outubro de 2020   | Clouds ‡                                     | Walt Disney Pictures          | coprodução com Wayfarer Studios, Mad Chance Productions e La Scala Films; pick-up de distribuição de Warner Bros. Pictures; distribuído por Disney+ |
| 23 de outubro de 2020   | The Empty Man                                | 20th Century Studios          | coprodução com Boom! Studios; lançado sob o nome 20th Century Fox |
| 9 de novembro de 2020   | Laxmii ‡                                     | Fox Star Studios              | coprodução com Cape of Good Films, Shabinaa Entertainment e Tusshar Entertainment House; distribuído por Disney+ Hotstar |
| 4 de dezembro de 2020   | Godmothered ‡                                | Walt Disney Pictures          | coprodução com Secret Machine Entertainment e The Montecito Picture Company; distribuído por Disney+ |
| 11 de dezembro de 2020  | Safety ‡                                     | Walt Disney Pictures          | coprodução com Mayhem Pictures e Select Films; distribuído por Disney+ |
| 25 de dezembro de 2020  | Soul ‡                                       | Walt Disney Pictures          | coprodução com Pixar Animation Studios; distribuído por Disney+ |
| 1 de janeiro de 2021    | Posledniy bogatyr: Koren zla                 | Walt Disney Pictures          | somente distribuição russa; coprodução com Yellow, Black & White, Cinema Fund Russia e Russia-1 |
| 29 de janeiro de 2021   | Nomadland                                    | Searchlight Pictures          | coprodução com Highwayman Films, Hear/Say Productions e Cor Cordium Productions |
| 19 de fevereiro de 2021 | Flora & Ulysses ‡                            | Walt Disney Pictures          | coprodução com Netter Productions; distribuído por Disney+ |
| 5 de março de 2021      | Raya and the Last Dragon §                   | Walt Disney Pictures          | coprodução com Walt Disney Animation Studios |
| 11 de março de 2021     | La noche mágica                              | Buena Vista International     | somente distribuição latino-americana; coprodução com Aeroplano Cine, DIRECTV Original, Instituto Nacional de Cinema e Artes Audiovisuais (INCAA) e Ketama |
| 14 de maio de 2021      | The Woman in the Window *                    | 20th Century Studios          | coprodução com Fox 2000 Pictures e Scott Rudin Productions; distribuído por Netflix |
| 28 de maio de 2021      | Cruella §                                    | Walt Disney Pictures          | coprodução com Gunn Films e Marc Platt Productions |
| 18 de junho de 2021     | Luca ‡                                       | Walt Disney Pictures          | coprodução com Pixar Animation Studios; distribuído por Disney+ |
| 24 de junho de 2021     | Operación Camarón                            | Buena Vista International     | somente distribuição espanhola; coprodução com La Pepa la Película Aie, Telecinco Cinema, La Pepa Pc, Lazona Films, Quexito Films, Mediaset España Comunicación e Movistar+                                                                                                |
| 25 de junho de 2021     | Summer of Soul                               | Searchlight Pictures          | coprodução com Onyx Collective, Concordia Studio, LarryBilly Productions, Mass Distraction Media, RadicalMedia e Vulcan Productions; co-distribuído por Hulu nos Estados Unidos, Disney+ internacionalmente via Star e Star+ na América Latina                             |
| 9 de julho de 2021      | Black Widow §                                | Marvel Studios                | |
| 30 de julho de 2021     | Jungle Cruise §                              | Walt Disney Pictures          | coprodução com Davis Entertainment, Seven Bucks Productions e Flynn Picture Company |
| 13 de agosto de 2021    | Free Guy                                     | 20th Century Studios          | coprodução com Maximum Effort, 21 Laps Entertainment, Berlanti Productions e Lit Entertainment Group |
| 20 de agosto de 2021    | The Night House                              | Searchlight Pictures          | coprodução com Anton e Phantom Four Films |
| 27 de agosto de 2021    | Vacation Friends ‡                           | 20th Century Studios          | coprodução com a Broken Road Productions; distribuído por Hulu nos Estados Unidos, Disney+ internacionalmente via Star e Star+ na América Latina |
| 3 de setembro de 2021   | Shang-Chi and the Legend of the Ten Rings    | Marvel Studios                | |
| 17 de setembro de 2021  | The Eyes of Tammy Faye                       | Searchlight Pictures          | coprodução com Freckle Films, MWM Studios e Semi-Formal Productions; lançamento limitado, aberto em 24 de setembro de 2021 |
| 24 de setembro de 2021  | Maixabel                                     | Buena Vista International     | somente distribuição espanhola; coprodução com Kowalski Films, Feelgood Media, Movistar+ e Televisión Española |
| 30 de setembro de 2021  | The Intruder                                 | Buena Vista International     | somente distribuição latino-americana; coprodução com Rei Cine, Barraca Producciones, Infinity Hill Piano, Picnic Producciones Telefe e Viacom International Studios |
| 14 de outubro de 2021   | Cato                                         | Buena Vista International     | somente distribuição latino-americana; coprodução com Amada Films e Patagonik Film Group |
| 15 de outubro de 2021   | The Last Duel                                | 20th Century Studios          | coprodução com Scott Free Productions, TSG Entertainment e Pearl Street Films |
| 22 de outubro de 2021   | Ron's Gone Wrong                             | 20th Century Studios          | coprodução com 20th Century Animation, TSG Entertainment, Locksmith Animation e DNEG Feature Animation |
| 22 de outubro de 2021   | The French Dispatch                          | Searchlight Pictures          | coprodução com Indian Paintbrush e American Empirical Pictures; lançamento limitado, aberto em 29 de outubro de 2021 |
| 28 de outubro de 2021   | And Tomorrow We Will Be Dead                 | Buena Vista International     | Apenas Suíça; coprodução com Blue Production, Federal Office of Culture (BAK), Fresco Film Services, Disney Channel, MMC Zodiac, SRG - SSR, Schweizer Radio und Fernsehen (SRF) e Zodiac Pictures                                                                          |
| 29 de outubro de 2021   | Antlers                                      | Searchlight Pictures          | coprodução com Phantom Four e Double Dare You Productions |
| 5 de novembro de 2021   | Eternals                                     | Marvel Studios                | |
| 12 de novembro de 2021  | Home Sweet Home Alone ‡                      | 20th Century Studios          | coprodução com Hutch Parker Entertainment; distribuído por Disney+ |
| 18 de novembro de 2021  | Amor sem Medida                              | Buena Vista International     | somente distribuição brasileira; coprodução com Coração da Selva e Downtown Filmes; distribuído mundialmente pela Netflix |
| 24 de novembro de 2021  | Encanto                                      | Walt Disney Pictures          | coprodução com Walt Disney Animation Studios |
| 3 de dezembro de 2021   | Diary of a Wimpy Kid ‡                       | Walt Disney Pictures          | coprodução com Bardel Entertainment e 20th Century Animation; distribuído por Disney+ |
| 3 de dezembro de 2021   | Tadap                                        | Fox Star Studios              | coprodução com Nadiadwala Grandson Entertainment |
| 10 de dezembro de 2021  | West Side Story                              | 20th Century Studios          | coprodução com TSG Entertainment e Amblin Entertainment |
| 17 de dezembro de 2021  | Nightmare Alley                              | Searchlight Pictures          | coprodução com TSG Entertainment e Double Dare You Productions |
| 22 de dezembro de 2021  | The King's Man                               | 20th Century Studios          | coprodução com Marv Films e Cloudy Productions |
| 23 de dezembro de 2021  | Posledniy bogatyr: Poslannik tmy             | Walt Disney Pictures          | somente distribuição russa; coprodução com Disney CIS e Yellow, Black & White |
| 13 de janeiro de 2022   | Today We Fix the World                       | Buena Vista International     | somente distribuição latino-americana; coprodução com Patagonik Film Group |
| 28 de janeiro de 2022   | The Ice Age Adventures of Buck Wild ‡        | Walt Disney Pictures          | distribuído por Disney+ |
| 30 de janeiro de 2022   | The Beatles: Get Back – The Rooftop Concert  | Walt Disney Pictures          | coprodução com Apple Corps Ltd. e WingNut Films |
| 11 de fevereiro de 2022 | Death on the Nile                            | 20th Century Studios          | coprodução com Kinberg Genre, The Mark Gordon Company e Scott Free Productions |
| 17 de fevereiro de 2022 | Noche Americana                              | Star Distribution             | somente distribuição latino-americana; coprodução com Bourke |
| 17 de fevereiro de 2022 | A Jaula                                      | Buena Vista International     | somente distribuição brasileira; coprodução com Star Original Productions, Cinecolor do Brasil e Tx Filmes |
| 25 de fevereiro de 2022 | No Exit ‡                                    | 20th Century Studios          | coprodução com Flitcraft; distribuído por Hulu nos Estados Unidos, Disney+ internacionalmente via Star e Star+ na América Latina |
| 25 de fevereiro de 2022 | Competencia oficial                          | Buena Vista International     | somente distribuição espanhola; coprodução com The Mediapro Studio; distribuído por Star+ na América Latina |
| 4 de março de 2022      | Fresh ‡                                      | Searchlight Pictures          | coprodução com Hyperobject Industries e Legendary Entertainment; distribuído por Hulu nos Estados Unidos, Disney+ internacionalmente via Star e Star+ na América Latina |
| 11 de março de 2022     | Turning Red ‡                                | Walt Disney Pictures          | coprodução com Pixar Animation Studios; distribuído por Disney+ |
| 17 de março de 2022     | Vale Night                                   | Buena Vista International     | somente distribuição brasileira; coprodução com Querosene Filmes |
| 18 de março de 2022     | Cheaper by the Dozen ‡                       | Walt Disney Pictures          | coprodução com Khalabo Ink Society; distribuído por Disney+ |
| 18 de março de 2022     | More Than Robots ‡                           | Lucasfilm                     | coprodução com Supper Club; distribuído por Disney+ |
| 31 de março de 2022     | Alemão 2                                     | Buena Vista International     | coprodução com RT Features e Canal Brasil, distribuição somente brasileira por Manequim Filmes |
| 1 de abril de 2022      | Better Nate Than Ever ‡                      | Walt Disney Pictures          | coprodução com Marc Platt Productions; distribuído por Disney+ |
| 1 de abril de 2022      | Kaun Pravin Tambe? ‡                         | Fox Star Studios              | coprodução com Friday Filmworks e Bootroom Sports; distribuído por Disney+ Hotstar |
| 14 de abril de 2022     | Las Rojas                                    | Star Distribution             | somente distribuição latino-americana; coprodução com Patagonik Film Group |
| 14 de abril de 2022     | María Luisa Bemberg: El eco de mi voz        | Star Distribution             | somente distribuição latino-americana; coprodução com Patagonik Film Group |
| 21 de abril de 2022     | Virus: 32                                    | Star Distribution             | somente distribuição latino-americana; coprodução com Aeroplano Cine e Mother Superior |
| 22 de abril de 2022     | Polar Bear ‡                                 | Disneynature                  | distribuído por Disney+ |
| 28 de abril de 2022     | El buen patrón                               | Star Distribution             | somente distribuição latino-americana; coprodução com Tripictures, Reposado PC, The Mediapro Studio e Básculas Blanco AIE |
| 6 de maio de 2022       | Doctor Strange in the Multiverse of Madness  | Marvel Studios                | |
| 19 de maio de 2022      | Franklin, Historia de un Billete             | Star Distribution             | somente distribuição latino-americana; coprodução com Buffalo Films e Navajo Films |
| 19 de maio de 2022      | Quatro Amigas Numa Fria                      | Buena Vista International     | somente distribuição brasileira; coprodução com Warner Bros. Pictures e Gullane |
| 20 de maio de 2022      | Chip 'n Dale: Rescue Rangers ‡               | Walt Disney Pictures          | coprodução com Mandeville Films; distribuído por Disney+ |
| 27 de maio de 2022      | The Bob's Burgers Movie                      | 20th Century Studios          | coprodução com 20th Century Animation, 20th Century Family, Wilo Productions e Bento Box Entertainment |
| 3 de junho de 2022      | Fire Island ‡                                | Searchlight Pictures          | produzido por Jax Media; distribuído por Hulu nos Estados Unidos, Disney+ internacionalmente via Star e Star+ na América Latina |
| 3 de junho de 2022      | Hollywood Stargirl ‡                         | Walt Disney Pictures          | coprodução com Gotham Group; distribuído por Disney+ |
| 17 de junho de 2022     | Good Luck to You, Leo Grande ‡               | Searchlight Pictures          | somente distribuição nos EUA; coprodução com Genesius Pictures e Align; distribuído por Hulu |
| 17 de junho de 2022     | Lightyear                                    | Walt Disney Pictures          | coprodução com Pixar Animation Studios |
| 24 de junho de 2022     | Rise ‡                                       | Walt Disney Pictures          | coprodução com Faliro House Productions; distribuído por Disney+ |
| 1 de julho de 2022      | The Princess ‡                               | 20th Century Studios          | coprodução com Original Film; distribuído por Hulu nos Estados Unidos, Disney+ internacionalmente via Star e Star+ na América Latina |
| 8 de julho de 2022      | Thor: Love and Thunder                       | Marvel Studios                | |
| 14 de julho de 2022     | La gallina Turuleca                          | Star Distribution             | somente distribuição latino-americana; coprodução com Argentina Sono Film S.A.C.I., Brown Films AIE, Gloriamundi Producciones, In Post We Trust, Instituto Nacional de Cine y Artes Audiovisuales (INCAA), Mediabyte, Pampa Films, Produccions A Fonsagrada e Tandem Films |
| 29 de julho de 2022     | Not Okay ‡                                   | Searchlight Pictures          | coprodução com Makeready; distribuído por Hulu nos Estados Unidos, Disney+ internacionalmente via Star e Star+ na América Latina |
| 5 de agosto de 2022     | Mija                                         | Disney Original Documentary   | coprodução com Tertulia Pictures |
| 5 de agosto de 2022     | Prey ‡                                       | 20th Century Studios          | coprodução com Davis Entertainment; distribuído por Hulu nos Estados Unidos, Disney+ internacionalmente via Star e Star+ na América Latina |
| 11 de agosto de 2022    | 30 noches con mi ex                          | Star Distribution             | somente distribuição latino-americana; coprodução com Patagonik Film Group |
| 8 de setembro de 2022   | Más respeto que soy tu madre                 | Star Distribution             | somente distribuição latino-americana; coprodução com Pampa Films, Gloriamundi Producciones e Palé Producciones |
| 8 de setembro de 2022   | Minha Família Perfeita                       | Buena Vista International     | somente distribuição brasileira; coprodução com Fox Filmes, Telecine e Total Entertainment |
| 8 de setembro de 2022   | Pinocchio ‡                                  | Walt Disney Pictures          | coprodução com Depth of Field Studios e ImageMovers; distribuído por Disney+ |
| 8 de setembro de 2022   | Soy tu fan: La película                      | Star Distribution             | somente distribuição latino-americana; coprodução com Star Original Productions & BTF Media |
| 9 de setembro de 2022   | Barbarian                                    | 20th Century Studios          | coprodução com Regency Enterprises, Vertigo Entertainment, Almost Never Films, TSG Entertainment, Hammerstone Studios e Borderlight Pictures |
| 9 de setembro de 2022   | Brahmāstra: Part One – Shiva                 | Star Studios                  | somente distribuição indiana; coprodução com Dharma Productions distribuído nos Estados Unidos pela Walt Disney Studios Motion Pictures sob o selo 20th Century Studios e Buena Vista International em todos os mercados internacionais                                    |
| 16 de setembro de 2022  | See How They Run                             | Searchlight Pictures          | coprodução com DJ Films e TSG Entertainment |
| 23 de setembro de 2022  | Modelo 77                                    | Buena Vista International     | somente distribuição espanhola; coprodução com Movistar+ e Atípica Films |
| 23 de setembro de 2022  | Babli Bouncer ‡                              | Star Studios                  | coprodução com Junglee Pictures; distribuído por Disney+ Hotstar |
| 30 de setembro de 2022  | Hocus Pocus 2 ‡                              | Walt Disney Pictures          | coprodução com David Kirschner Productions; distribuído por Disney+ |
| 7 de outubro de 2022    | Amsterdam                                    | 20th Century Studios          | coprodução com Regency Enterprises, New Regency e Canterbury Glass Productions |
| 14 de outubro de 2022   | Rosaline ‡                                   | 20th Century Studios          | coprodução com 21 Laps Entertainment; distribuído por Hulu nos Estados Unidos, Disney+ internacionalmente via Star e Star+ na América Latina |
| 21 de outubro de 2022   | The Banshees of Inisherin                    | Searchlight Pictures          | coprodução com Blueprint Pictures e Film4 |
| 27 de outubro de 2022   | Abestalhados 2                               | Buena Vista International     | somente distribuição brasileira; coprodução com Zencrane Filmes e Salvatore Filmes |
| 2 de novembro de 2022   | La Exorcista                                 | Star Distribution             | coprodução com Star Original Productions e BTF Media |
| 11 de novembro de 2022  | Black Panther: Wakanda Forever               | Marvel Studios                | |
| 18 de novembro de 2022  | Mickey: The Story of a Mouse ‡               | Disney Original Documentary   | coprodução com Tremolo Productions; distribuído por Disney+ |
| 18 de novembro de 2022  | The Menu                                     | Searchlight Pictures          | coprodução com Hyperobject Industies |
| 18 de novembro de 2022  | Disenchanted ‡                               | Walt Disney Pictures          | coprodução com Josephson Entertainment, Andalasia Productions e Right Coast Productions; distribuído por Disney+ |
| 23 de novembro de 2022  | Strange World                                | Walt Disney Pictures          | coprodução com Walt Disney Animation Studios |
| 2 de dezembro de 2022   | Diary of a Wimpy Kid: Rodrick Rules ‡        | Walt Disney Pictures          | coprodução com Bardel Entertainment e 20th Century Animation; distribuído por Disney+ |
| 2 de dezembro de 2022   | Darby and the Dead ‡                         | 20th Century Studios          | coprodução com Footprint Features; distribuído por Hulu nos Estados Unidos, Disney+ internacionalmente via Star e Star+ na América Latina |
| 9 de dezembro de 2022   | Empire of Light                              | Searchlight Pictures          | coprodução com Neal Street Productions |
| 9 de dezembro de 2022   | Night at the Museum: Kahmunrah Rises Again ‡ | Walt Disney Pictures          | coprodução com 21 Laps Entertainment, Alibaba Pictures e Atomic Cartoons; distribuído por Disney+ |
| 16 de dezembro de 2022  | Avatar: The Way of Water                     | 20th Century Studios          | coprodução com Lightstorm Entertainment |
| 16 de dezembro de 2022  | If These Walls Could Sing ‡                  | Disney Original Documentary   | coprodução com Mercury Studios e Ventureland |

## Futuros
| Data de lançamento      | Título                                  | Selo do estúdio de lançamento | Notas |
| ----------------------- | --------------------------------------- | ----------------------------- | --- |
| 5 de janeiro de 2023    | Las fiestas                             | Star Distribution             | somente distribuição latino-americana; coprodução com Tornado Cine, Wanka Cine e Ajimolido Films |
| 19 de janeiro de 2023   | Fervo                                   | Star Distribution             | somente distribuição brasileira; coprodução com Star Original Productions, Movie & TF1 Studio |
| 19 de janeiro de 2023   | El método Tangalanga                    | Star Distribution             | somente distribuição latino-americana; coprodução com Varsovia Films e INCAA |
| 17 de fevereiro de 2023 | Ant-Man and the Wasp: Quantumania       | Marvel Studios                | |
| 10 de março de 2023     | MariDOS                                 | Buena Vista International     | somente distribuição espanhola; coprodução com Telecinco Cinema, Ciudadano Ciskyul, Mediaset España, Movistar+, Think Studio e Dos Maridos AIE                                                         |
| 31 de março de 2023     | García y Garcia 2: El Hotel de los Líos | Buena Vista International     | somente distribuição espanhola; coprodução com BlogMedia e RTVE |
| 31 de março de 2023     | Rye Lane ‡                              | Searchlight Pictures          | coprodução com BBC Film e BFI; distribuído por Hulu nos Estados Unidos, Disney+ internacionalmente via Star e Star+ na América Latina                                                                  |
| 6 de abril de 2023      | Empieza el baile                        | Star Distribution             | somente distribuição na América Latina; coprodução com Patagonik Film Group, El Gatoverde, Habitacion 1520 Producciones, Meridional Producciones, Oeste Films, Reina de Pike, Sur Films & Áralan Films |
| 7 de abril de 2023      | Chevalier                               | Searchlight Pictures          | coprodução com Element Pictures |
| 21 de abril de 2023     | Next Goal Wins                          | Searchlight Pictures          | coprodução com The Imaginarium e Piki Films |
| 30 de abril de 2023     | Quasi ‡                                 | Searchlight Pictures          | coprodução com Broken Lizard; distribuído por Hulu nos Estados Unidos, Disney+ internacionalmente via Star e Star+ na América Latina                                                                   |
| 5 de maio de 2023       | Guardians of the Galaxy Vol. 3          | Marvel Studios                | coprodução com Troll Court Entertainment |
| 26 de maio de 2023      | The Little Mermaid                      | Walt Disney Pictures          | coprodução com Lucamar Productions e Marc Platt Productions |
| 16 de junho de 2023     | Elemental                               | Walt Disney Pictures          | coprodução com Pixar Animation Studios |
| 30 de junho de 2023     | Indiana Jones and the Dial of Destiny   | Lucasfilm                     | coprodução com Amblin Entertainment |
| 28 de julho de 2023     | The Marvels                             | Marvel Studios                | |
| 31 de julho de 2023     | Apurva                                  | Star Studios                  | coprodução com Cine1 Studios |
| 11 de agosto de 2023    | Haunted Mansion                         | Walt Disney Pictures          | coprodução com Rideback |
| 15 de setembro de 2023  | A Haunting in Venice                    | 20th Century Studios          | coprodução com Kinberg Genre, Mark Gordon Pictures, Scott Free Productions e TSG Entertainment |
| 6 de outubro de 2023    | True Love                               | 20th Century Studios          | coprodução com Regency Enterprises |
| 22 de novembro de 2023  | Wish                                    | Walt Disney Pictures          | coprodução com Walt Disney Animation Studios |
| 1 de março de 2024      | Elio                                    | Walt Disney Pictures          | coprodução com Pixar Animation Studios |
| 3 de maio de 2024       | Captain America: New World Order        | Marvel Studios                | |
| 24 de maio de 2024      | Kingdom of the Planet of the Apes       | 20th Century Studios          | coprodução com Chernin Entertainment |
| 14 de junho de 2024     | Inside Out 2                            | Walt Disney Pictures          | coprodução com Pixar Animation Studios |
| 5 de julho de 2024      | Mufasa: The Lion King                   | Walt Disney Pictures          | coprodução com Fairview Entertainment |
| 26 de julho de 2024     | Thunderbolts                            | Marvel Studios                | [ 39 ] |
| 6 de setembro de 2024   | Blade                                   | Marvel Studios                | [ 40 ] |
| 8 de novembro de 2024   | Deadpool 3                              | Marvel Studios                | coprodução com Maximum Effort |
| 20 de dezembro de 2024  | Avatar 3                                | 20th Century Studios          | coprodução com Lightstorm Entertainment |
| 14 de fevereiro de 2025 | Fantastic Four                          | Marvel Studios                | |
| 21 de março de 2025     | Snow White                              | Walt Disney Pictures          | coprodução com Marc Platt Productions |
| 2 de maio de 2025       | Avengers: The Kang Dynasty              | Marvel Studios                | |
| 19 de dezembro de 2025  | Filme sem título de Star Wars           | Lucasfilm                     | |
| 1 de maio de 2026       | Avengers: Secret Wars                   | Marvel Studios                | |
| 18 de dezembro de 2026  | Avatar 4                                | 20th Century Studios          | coprodução com Lightstorm Entertainment |
| 17 de dezembro de 2027  | Filme sem título de Star Wars           | Lucasfilm                     | |
| 22 de dezembro de 2028  | Avatar 5                                | 20th Century Studios          | coprodução com Lightstorm Entertainment |

### Filmes não especificados com datas
Esses filmes não são especificados, mas têm datas confirmadas da Walt Disney Studios.
| Data de lançamento      | Selo do estúdio de lançamento |
| ----------------------- | ----------------------------- |
| 25 de julho de 2025     | Marvel Studios                |
| 7 de novembro de 2025   | Marvel Studios                |
| 13 de fevereiro de 2026 | Marvel Studios                |
| 24 de julho de 2026     | Marvel Studios                |
| 6 de novembro de 2026   | Marvel Studios                |

### Filmes sem data
| Data de lançamento | Título                                                            | Selo do estúdio de lançamento | Notas | Status de produção |
| ------------------ | ----------------------------------------------------------------- | ----------------------------- | --- | ------------------ |
| 2023               | Being Mortal                                                      | Searchlight Pictures          | [ 48 ] | Suspensa           |
| 2023               | The Boogeyman ‡                                                   | 20th Century Studios          | coprodução com 21 Laps Entertainment; distribuído por Hulu nos Estados Unidos, Disney+ internacionalmente via Star e Star+ na América Latina | Pós-produção       |
| 2023               | Chang Can Dunk ‡                                                  | Walt Disney Pictures          | coprodução com Hillman Grad e Makeready; distribuído por Disney+ | Pós-produção       |
| 2023               | Dashing Through the Snow ‡                                        | Walt Disney Pictures          | distribuído por Disney+ | Pós-produção       |
| 2023               | Peter Pan & Wendy ‡                                               | Walt Disney Pictures          | coprodução com Roth/Kirschenbaum Films e Whitaker Entertainment; distribuído por Disney+ | Pós-produção       |
| 2023               | Filme de comédia sem título de Sandra Oh e Awkwafina ‡            | 20th Century Studios          | coprodução com Gloria Sanchez Productions e Artists First; distribuído por Hulu | Pós-produção       |
| 2023               | Kingsman: The Blue Blood                                          | 20th Century Studios          | coprodução com Marv Studios | Pré-produção       |
| 2025               | Brahmāstra: Part Two – Dev                                        | Star Studios                  | somente distribuição indiana; coprodução com Dharma Productions, Prime Focus e Starlight Pictures distribuído nos Estados Unidos por Walt Disney Studios Motion Pictures sob o selo 20th Century Studios e Buena Vista International em todos os mercados  | Pré-produção       |
| ASA                | Boston Strangler ‡                                                | 20th Century Studios          | coprodução com Scott Free Productions e LuckyChap Entertainment; distribuído por Hulu | Pós-produção       |
| ASA                | Crater ‡                                                          | Walt Disney Pictures          | coprodução com 21 Laps Entertainment; distribuído por Disney+ | Pós-produção       |
| ASA                | Dust ‡                                                            | Searchlight Pictures          | distribuído por Hulu nos Estados Unidos, Disney+ internacionalmente via Star e Star+ na América Latina | Pós-produção       |
| ASA                | Flamin' Hot                                                       | Searchlight Pictures          | coprodução com Franklin Entertainment | Pós-produção       |
| ASA                | Goodbye Yellow Brick Road ‡                                       | Disney Original Documentary   | coprodução com This Machine Filmworks e Rocket Entertainment; distribuído por Disney+ | Pós-produção       |
| ASA                | The Greatest Hits                                                 | Searchlight Pictures          | coprodução com Groundswell Productions | Pós-produção       |
| ASA                | Madu ‡                                                            | Disney Original Documentary   | coprodução com Hunting Lane Films; distribuído por Disney+ | Pós-produção       |
| ASA                | Nightbitch ‡                                                      | Searchlight Pictures          | coprodução com Annapurna Pictures, Bond Group, Defiant By Nature e Archer Grey; distribuído por Hulu nos Estados Unidos, Disney+ internacionalmente via Star e Star+ na América Latina                                                                     | Pós-produção       |
| ASA                | Poor Things                                                       | Searchlight Pictures          | coprodução com BBC Film e Film4 | Pós-produção       |
| ASA                | Strangers ‡                                                       | Searchlight Pictures          | coprodução com Blueprint Pictures e Film4; distribuído por Hulu nos Estados Unidos | Pós-produção       |
| ASA                | Suncoast ‡                                                        | Searchlight Pictures          | distribuído nos Estados Unidos por Hulu, Disney+ internacionalmente via Star e Star+ na América Latina | Pós-produção       |
| ASA                | The Supremes At Earls-All-You-Can-Eat Buffet                      | Searchlight Pictures          | coprodução com Temple Hill Entertainment | Pós-produção       |
| ASA                | White Men Can't Jump                                              | 20th Century Studios          | coprodução com Khalabo Ink Society e Mortal Media | Pós-produção       |
| ASA                | World's Best ‡                                                    | Walt Disney Pictures          | distribuído por Disney+ | Pós-produção       |
| ASA                | Young Woman and the Sea ‡                                         | Walt Disney Pictures          | coprodução com Jerry Bruckheimer Films; distribuído por Disney+ | Pós-produção       |
| ASA                | AND                                                               | Searchlight Pictures          | coprodução com Element Pictures e Film4 | Filmando           |
| ASA                | The Bikeriders                                                    | 20th Century Studios          | coprodução com New Regency | Filmando           |
| ASA                | Documentário sem título sobre Jim Henson ‡                        | Disney Original Documentary   | coprodução com Imagine Entertainment e The Jim Henson Company; distribuído por Disney+ | Filmando           |
| ASA                | Alexander and the Terrible, Horrible, No Good, Very Bad Day ‡     | Walt Disney Pictures          | coprodução com 21 Laps Entertainment; distribuído por Disney+ | Pré-produção       |
| ASA                | Hercules                                                          | Walt Disney Pictures          | coprodução com AGBO | Pré-produção       |
| ASA                | Honeymoon Friends ‡                                               | 20th Century Studios          | coprodução com a Broken Road Productions; distribuído por Hulu nos Estados Unidos, Disney+ internacionalmente via Star e Star+ na América Latina | Pré-produção       |
| ASA                | Lilo & Stitch ‡                                                   | Walt Disney Pictures          | coprodução com Rideback; distribuído por Disney+ | Pré-produção       |
| ASA                | Night of the Ghoul                                                | 20th Century Studios          | coprodução com 21 Laps Entertainment | Pré-produção       |
| ASA                | Sister Act 3 ‡                                                    | Walt Disney Pictures          | distribuído por Disney+ | Pré-produção       |
| ASA                | Spooked ‡                                                         | Walt Disney Pictures          | distribuído por Disney+ | Pré-produção       |
| ASA                | Starlight                                                         | 20th Century Studios          | coprodução com Genre Films | Pré-produção       |
| ASA                | Tower of Terror                                                   | Walt Disney Pictures          | coprodução com These Pictures | Pré-produção       |
| ASA                | Three Men and a Baby ‡                                            | Walt Disney Pictures          | distribuído por Disney+ | Pré-produção       |
| ASA                | Filme de Alien sem título ‡                                       | 20th Century Studios          | distribuído por Hulu nos Estados Unidos, Disney+ internacionalmente via Star e Star+ na América Latina | Pré-produção       |
| ASA                | One Thousand and One Nights                                       | Walt Disney Pictures          | [ 87 ] | Em desenvolvimento |
| ASA                | 29 Dates ‡                                                        | Walt Disney Pictures          | coprodução com Gotham Group; distribuído por Disney+ | Em desenvolvimento |
| ASA                | 61 ‡                                                              | Walt Disney Pictures          | distribuído por Disney+ | Em desenvolvimento |
| ASA                | The Aristocats                                                    | Walt Disney Pictures          | coprodução com Olive Bridge Entertainment | Em desenvolvimento |
| ASA                | Armor Wars                                                        | Marvel Studios                | [ 91 ] | Em desenvolvimento |
| ASA                | Bambi                                                             | Walt Disney Pictures          | coprodução com Depth of Field Studios | Em desenvolvimento |
| ASA                | Big Thunder Mountain                                              | Walt Disney Pictures          | coprodução com LuckyChap Entertainment e Scott Free | Em desenvolvimento |
| ASA                | Bob the Musical                                                   | Walt Disney Pictures          | coprodução com Free Association | Em desenvolvimento |
| ASA                | Clue                                                              | 20th Century Studios          | coprodução com Blink Wink Productions, Entertainment One, Maximum Effort e Aggregate Films | Em desenvolvimento |
| ASA                | Daughter of the Deep ‡                                            | Walt Disney Pictures          | distribuído por Disney+ | Em desenvolvimento |
| ASA                | Diary of a Wimpy Kid: The Last Straw ‡                            | Walt Disney Pictures          | distribuído por Disney+ | Em desenvolvimento |
| ASA                | Father of the Bride ‡                                             | Walt Disney Pictures          | distribuído por Disney+ | Em desenvolvimento |
| ASA                | Feed                                                              | 20th Century Studios          | coprodução com Bantu Inc. | Em desenvolvimento |
| ASA                | Figment                                                           | Walt Disney Pictures          | coprodução com Point Grey Pictures | Em desenvolvimento |
| ASA                | The First Omen                                                    | 20th Century Studios          | coprodução com Phantom Four Films | Em desenvolvimento |
| ASA                | Flight of the Navigator ‡                                         | Walt Disney Pictures          | distribuído por Disney+ | Em desenvolvimento |
| ASA                | The Garden                                                        | 20th Century Studios          | coprodução com 20th Century Family e Franklin Entertainment | Em desenvolvimento |
| ASA                | Going Electric                                                    | Searchlight Pictures          | coprodução com The Picture Company e Veritas Entertainment Group | Em desenvolvimento |
| ASA                | The Graveyard Book                                                | Walt Disney Pictures          | coprodução com 2DUX² | Em desenvolvimento |
| ASA                | Hunchback                                                         | Walt Disney Pictures          | coprodução com Mandeville Films | Em desenvolvimento |
| ASA                | In the Blink of an Eye                                            | Searchlight Pictures          | [ 108 ] | Em desenvolvimento |
| ASA                | Inspector Gadget                                                  | Walt Disney Pictures          | coprodução com Rideback | Em desenvolvimento |
| ASA                | Keeper of the Lost Cities                                         | Walt Disney Pictures          | coprodução com Pearl Street Films | Em desenvolvimento |
| ASA                | The League of Extraordinary Gentlemen ‡                           | 20th Century Studios          | coprodução com 3 Arts Entertainment; distribuído por Hulu nos Estados Unidos, Disney+ internacionalmente via Star e Star+ na América Latina | Em desenvolvimento |
| ASA                | Marley                                                            | Walt Disney Pictures          | [ 112 ] | Em desenvolvimento |
| ASA                | Merlin                                                            | Walt Disney Pictures          | [ 113 ] | Em desenvolvimento |
| ASA                | Mockingbird                                                       | Searchlight Pictures          | [ 114 ] [ 115 ] | Em desenvolvimento |
| ASA                | National Treasure 3                                               | Walt Disney Pictures          | coprodução com Jerry Bruckheimer Films, Junction Entertainment e Saturn Films | Em desenvolvimento |
| ASA                | Neuromancer                                                       | 20th Century Studios          | coprodução com Genre Films | Em desenvolvimento |
| ASA                | Night of the Ghoul                                                | 20th Century Studios          | coprodução com 21 Laps Entertainment | Em desenvolvimento |
| ASA                | Once on This Island ‡                                             | Walt Disney Pictures          | coprodução com Marc Platt Productions; distribuído por Disney+ | Em desenvolvimento |
| ASA                | Paper Lanterns                                                    | 20th Century Studios          | coprodução com 20th Century Family e Chernin Entertainment | Em desenvolvimento |
| ASA                | The Paper Magician                                                | Walt Disney Pictures          | [ 123 ] | Em desenvolvimento |
| ASA                | The Parent Trap ‡                                                 | Walt Disney Pictures          | distribuído por Disney+ | Em desenvolvimento |
| ASA                | Penelope                                                          | Walt Disney Pictures          | [ 125 ] | Em desenvolvimento |
| ASA                | Perfect                                                           | Searchlight Pictures          | coprodução com Riverstone Pictures e Pulse Films | Em desenvolvimento |
| ASA                | Persuasion                                                        | Searchlight Pictures          | co-produção com BBC Film e Monumental Pictures | Em desenvolvimento |
| ASA                | Prince Anders ‡                                                   | Walt Disney Pictures          | distribuído por Disney+ | Em desenvolvimento |
| ASA                | The Prom Goer's Interstellar Excursion                            | 20th Century Studios          | coprodução com 20th Century Family e Chernin Entertainment | Em desenvolvimento |
| ASA                | The Return of the Rocketeer ‡                                     | Walt Disney Pictures          | distribuído por Disney+ | Em desenvolvimento |
| ASA                | Robin Hood ‡                                                      | Walt Disney Pictures          | distribuído por Disney+ | Em desenvolvimento |
| ASA                | Rogue Squadron                                                    | Lucasfilm                     | | Em desenvolvimento |
| ASA                | Seconds                                                           | Searchlight Pictures          | coprodução com Marc Platt Productions | Em desenvolvimento |
| ASA                | Shrunk ‡                                                          | Walt Disney Pictures          | distribuído por Disney+ | Em desenvolvimento |
| ASA                | Sleeping with the Enemy                                           | Searchlight Pictures          | [ 132 ] | Em desenvolvimento |
| ASA                | The Society of Explorers and Adventurers                          | Walt Disney Pictures          | coprodução com Maximum Effort | Em desenvolvimento |
| ASA                | Sooner or Later                                                   | 20th Century Studios          | [ 134 ] | Em desenvolvimento |
| ASA                | SpaceCamp ‡                                                       | Walt Disney Pictures          | distribuído por Disney+ | Em desenvolvimento |
| ASA                | Space Mountain                                                    | Walt Disney Pictures          | coprodução com Rideback e Safehouse Pictures | Em desenvolvimento |
| ASA                | The Sword in the Stone ‡                                          | Walt Disney Pictures          | distribuído por Disney+ | Em desenvolvimento |
| ASA                | Tink                                                              | Walt Disney Pictures          | coprodução com Hello Sunshine | Em desenvolvimento |
| ASA                | Tron: Ares                                                        | Walt Disney Pictures          | [ 142 ] | Em desenvolvimento |
| ASA                | Sequência de Aladdin sem título                                   | Walt Disney Pictures          | coprodução com Rideback | Em desenvolvimento |
| ASA                | Sequência sem título de "Big Trouble in Little China"             | 20th Century Studios          | coprodução com Seven Bucks Productions | Em desenvolvimento |
| ASA                | Biografia sem título de Buster Keaton                             | 20th Century Studios          | [ 146 ] | Em desenvolvimento |
| ASA                | Sequência de Chronicle sem título                                 | 20th Century Studios          | coprodução com Davis Entertainment | Em desenvolvimento |
| ASA                | Sequência de Cruella sem título                                   | Walt Disney Pictures          | coprodução com Gunn Films e Marc Platt Productions | Em desenvolvimento |
| ASA                | Filme de Star Wars sem título de Damon Lindelof                   | Lucasfilm                     | [ 149 ] | Em desenvolvimento |
| ASA                | Sequência sem título de "Eternals"                                | Marvel Studios                | [ 150 ] | Em desenvolvimento |
| ASA                | Filme de Family Guy sem título                                    | 20th Century Studios          | coprodução com 20th Century Animation e Fuzzy Door Productions | Em desenvolvimento |
| ASA                | Reboot de Flash Gordon sem título                                 | 20th Century Studios          | coprodução com Davis Entertainment e King Features Entertainment | Em desenvolvimento |
| ASA                | Sequência de Free Guy sem título                                  | 20th Century Studios          | coprodução com Maximum Effort, 21 Laps Entertainment, Berlanti Productions e Lit Entertainment Groupp | Em desenvolvimento |
| ASA                | Sequência de The Jungle Book sem título                           | Walt Disney Pictures          | coprodução com Fairview Entertainment | Em desenvolvimento |
| ASA                | Sequência de Jungle Cruise sem título                             | Walt Disney Pictures          | coprodução com Davis Entertainment, Seven Bucks Productions e Flynn Picture Company | Em desenvolvimento |
| ASA                | Biografia sem título de Keanon Lowe ‡                             | Walt Disney Pictures          | co-produção com Seven Bucks Productions; distribuído por Disney+ | Em desenvolvimento |
| ASA                | Prequela sem título de "Master and Commander"                     | 20th Century Studios          | [ 159 ] | Em desenvolvimento |
| ASA                | Reboot sem título de Max Payne                                    | 20th Century Studios          | [ 160 ] | Em desenvolvimento |
| ASA                | Sequência sem título de "Real Steel"                              | 20th Century Studios          | coprodução com DreamWorks Pictures, 21 Laps Entertainment, Reliance Entertainment, ImageMovers, Montford Murphy Productions e Maximum Effort | Em desenvolvimento |
| ASA                | Sétimo filme de "Ice Age" sem título ‡                            | 20th Century Studios          | coprodução com 20th Century Animation; distribuído por Disney+ | Em desenvolvimento |
| ASA                | Sequência sem título de Shang-Chi and the Legend of the Ten Rings | Marvel Studios                | [ 162 ] | Em desenvolvimento |
| ASA                | Sequência sem título de The Simpsons Movie                        | 20th Century Studios          | coprodução com 20th Century Animation e Gracie Films | Em desenvolvimento |
| ASA                | Sexto filme de "Pirates of the Caribbean" sem título              | Walt Disney Pictures          | coprodução com Jerry Bruckheimer Films | Em desenvolvimento |
| ASA                | Filme sem título de Taika Waititi de Star Wars                    | Lucasfilm                     | [ 165 ] | Em desenvolvimento |
| ASA                | Terceiro filme Brahmāstra sem título                              | Star Studios                  | somente distribuição indiana; co-produção com Dharma Productions, Prime Focus e Starlight Pictures distribuído nos Estados Unidos por Walt Disney Studios Motion Pictures sob o selo 20th Century Studios e Buena Vista International em todos os mercados | Em desenvolvimento |
| ASA                | Terceiro filme de Maleficent sem título                           | Walt Disney Pictures          | coprodução com Roth/Kirschenbaum Films e Jolie Pas | Em desenvolvimento |
| ASA                | Terceiro filme de The Princess Diaries sem título                 | Walt Disney Pictures          | [ 169 ] | Em desenvolvimento |
| ASA                | Terceiro filme Rio sem título ‡                                   | 20th Century Studios          | coprodução com 20th Century Animation; distribuído por Disney+ | Em desenvolvimento |
| ASA                | Working Girl ‡                                                    | 20th Century Studios          | distribuído por Hulu nos Estados Unidos, Disney+ internacionalmente via Star e Star+ na América Latina | Em desenvolvimento |
| ASA                | Wouldn't It Be Nice ‡                                             | Walt Disney Pictures          | distribuído por Disney+ | Em desenvolvimento |